# 赖曾裕童案
赖曾裕童案是指在深圳市宝安职校女生赖曾裕童，于2013年1月12日被犯罪嫌疑人蒙帅杀害的案件，受害人赖曾裕童遇害时16岁，犯罪嫌疑人蒙帅被抓获时19岁。

## 案情及破案
- 2013年1月12日，宝安职业技术学校高二女生赖曾裕童失踪，亲戚报警。
- 2013年1月13日，深圳市观澜派出所警方找到赖曾裕童的尸体，现场勘查确认属于他杀。
- 2013年1月20日，警方锁定嫌疑人蒙帅并当日将其抓获，蒙帅对其抢劫杀人的犯罪事实供认不讳。[2]

## 争议
案件发生后，多家媒体质疑是受害人喜欢在微博上拍照定位，隐私泄露导致杀身之祸。后经过警方证实，蒙帅杀人为临时起意，与拍照定位无关。